# Eisenbahnunfall von Niederlahnstein
Bei dem Eisenbahnunfall von Niederlahnstein entgleiste am 30. August 2020 im Bahnhof Niederlahnstein ein Güterzug mit Kesselwagen, die mit Dieselkraftstoff betankt waren. 180.000 Liter Dieselkraftstoff liefen aus.

## Ausgangslage
Im Bereich des Bahnhofs Niederlahnstein war eine Weiche eingebaut, deren Anschluss eine nach DB-Regelwerk unzulässig enge Bogenführung und damit eine vorschriftswidrige Gleisgeometrie bei der dort zulässigen Höchstgeschwindigkeit aufwies. Der Minimalradius betrug hier 150 m statt der minimal vorgesehenen 190 m bei einer zugelassenen Höchstgeschwindigkeit von 40 km/h.
Die Weichenverbindung war zudem durch den darüber rollenden Verkehr ungünstig verändert. Dies war drei Tage vor dem Unfall auch einem Ausbilder aufgefallen, der auf einem Güterzug mitfuhr und diese Stelle passierte. Er meldete seine Beobachtung dem diensthabenden Fahrdienstleiter, der dieser jedoch nicht nachging.
Am 30. August 2020 fuhr der Ganzzug DGS 49077 mit 19 Kesselwagen und vorgespannter Vectron-Lokomotive 193 496 der Hupac (Halter: BLS AG) von Rotterdam nach Basel. Im Bahnhof Köln-Ehrenfeld übernahm ein neuer Triebfahrzeugführer den Zug. Er konfigurierte die Elektronische Fahrtenregistrierung neu und beachtete dabei die Regelwerksvorgaben nicht. Durch die fehlerhafte Eingabe ergab sich für die anstehende Zugfahrt die Zugart „M“ – zutreffend gewesen wäre die Zugart „U“. Der Zug verließ Köln-Ehrenfeld mit 116 Minuten Verspätung. Bei seiner Fahrt überschritt der Triebfahrzeugführer „mehrfach und anhaltend“ die zulässige Höchstgeschwindigkeit von 90 km/h um bis zu 17 km/h, passierte um 18:33 Uhr die Horchheimer Eisenbahnbrücke über den Rhein und fuhr mit ca. 55 km/h in den Bahnhof Niederlahnstein ein. Das am Einfahrsignal stehende Vorsignal zeigte Vr 2 (Langsamfahrt erwarten), dementsprechend war ab dem folgenden Zwischensignal eine Geschwindigkeit von 40 km/h zulässig. Anstatt seine Geschwindigkeit dementsprechend zu reduzieren, beschleunigte der Triebfahrzeugführer aber und passierte das Zwischensignal mit einer Geschwindigkeit von 61 km/h. Da die Zugart „M“ eingestellt war, wurde lediglich das Einhalten einer Höchstgeschwindigkeit von 70 km/h überwacht, bei korrekter Einstellung wäre bereits bei einer Geschwindigkeit über 55 km/h eine Zwangsbremsung ausgelöst worden.

## Unfallhergang
Als der Zug die Weichenverbindung um 18:35 Uhr befuhr, war er mit 62 km/h unterwegs. Folge war eine Überpufferung des unmittelbar auf die Lokomotive folgenden Wagens, was Lokomotive und acht Kesselwagen entgleisen ließ, sechs Wagen kippten um und wurden beschädigt. Bei zwei Kesselwagen durchstießen Puffer der folgenden Fahrzeuge die Kesselwand des vorausfahrenden Fahrzeugs, so dass Dieselkraftstoff ausfloss und das Erdreich verunreinigte.
Die Eisenbahninfrastruktur erlitt erhebliche Beschädigungen.

## Folgen
Eine Person wurde leicht verletzt.
Anwohner mussten zunächst für mehrere Stunden ihre Häuser verlassen, bis der Brandschutz sichergestellt war. Das mit Diesel verunreinigte Erdreich war auszutauschen, 19.000 t Oberbaumaterial, 2000 m Kabel, 300 m Gleis und vier Weichen. In die Lahntalbahn konnte bis zum 7. September 2020 nicht mehr eingefahren werden, die Rechte Rheinstrecke war erst einen Monat nach dem Unfall wieder in vollem Umfang befahrbar. Der Schaden wurde mit etwa 3 Mio. Euro an Fahrzeugen und Infrastruktur und mehr als 16 Mio. Euro an Umwelt- und Folgeschäden beziffert.
Aus der Bewertung des Eisenbahnunfalluntersuchungsberichts ergibt sich, dass, wäre einer der vier ursächlichen Fehler
- versäumtes Verfolgen der Meldung über die schlechte Gleislage,
- Eingabe unzutreffender Werte in den Bordcomputer der Lokomotive,
- zu enger Bogenradius für die vorgeschriebene Höchstgeschwindigkeit an der Unfallstelle,
- Überschreiten der Höchstgeschwindigkeit beim Befahren der Weichenverbindung

nicht aufgetreten, der Unfall wahrscheinlich nicht stattgefunden hätte.
Aufgrund der Menge der Verstöße entzog das Eisenbahnbundesamt dem Triebfahrzeugführer den Triebfahrzeugführerschein. Es begründete diesen Schritt unter anderem mit der nach Triebfahrzeugführerscheinverordnung (TfV) geforderten, aber offensichtlich fehlenden, Zuverlässigkeit des Triebfahrzeugführers.